# Bryan Oña
Bryan Oña (n. Sangolquí, Ecuador; 12 de diciembre de 1993) es un futbolista ecuatoriano. Juega de delantero y su equipo actual es El Nacional de la Serie A de Ecuador.

## Trayectoria
Comenzó su carrera en El Nacional, luego pasó un año en Técnico Universitario donde marcó 5 goles en todas las competiciones. En 2015 se incorporó al Deportivo Cuenca con el cual firmó un nuevo contrato de cuatro años en mayo de 2016. Sin embargo el 6 de marzo de 2017 se unió al Delfín de la Serie A de Ecuador.
Para la temporada 2019 se incorporó a la Universidad Católica.

## Estadísticas

### Clubes
Actualizado al último partido disputado el 1 de diciembre de 2024.
| Club                            | Temporada     | Liga  | Liga  | Copas nacionales | Copas nacionales | Copas internacionales | Copas internacionales | Total | Total | Total |
| Club                            | Temporada     | Part. | Goles | Part.            | Goles            | Part.                 | Goles                 | Part. | Goles |       |
| ------------------------------- | ------------- | ----- | ----- | ---------------- | ---------------- | --------------------- | --------------------- | ----- | ----- | ----- |
| El Nacional · Ecuador           | 2012          | 15    | 1     | —                | —                | —                     | —                     | 15    | 1     |       |
| El Nacional · Ecuador           | 2013          | 5     | 1     | —                | —                | —                     | —                     | 5     | 1     |       |
| Técnico Universitario · Ecuador | 2014          | 38    | 4     | —                | —                | —                     | —                     | 38    | 4     |       |
| Técnico Universitario · Ecuador | Total         | 38    | 4     | 0                | 0                | 0                     | 0                     | 38    | 4     |       |
| Deportivo Cuenca · Ecuador      | 2015          | 27    | 3     | —                | —                | —                     | —                     | 27    | 3     |       |
| Deportivo Cuenca · Ecuador      | 2016          | 41    | 5     | —                | —                | —                     | —                     | 41    | 5     |       |
| Deportivo Cuenca · Ecuador      | Total         | 68    | 8     | 0                | 0                | 0                     | 0                     | 68    | 8     |       |
| Delfín S. C. · Ecuador          | 2017          | 31    | 3     | —                | —                | —                     | —                     | 31    | 3     |       |
| Delfín S. C. · Ecuador          | 2018          | 29    | 0     | —                | —                | 2                     | 0                     | 31    | 0     |       |
| Delfín S. C. · Ecuador          | Total         | 60    | 3     | 0                | 0                | 2                     | 0                     | 62    | 3     |       |
| Universidad Católica · Ecuador  | 2019          | 22    | 0     | 2                | 0                | 5                     | 1                     | 29    | 1     |       |
| Universidad Católica · Ecuador  | 2020          | 12    | 1     | 0                | 0                | 0                     | 0                     | 12    | 1     |       |
| Universidad Católica · Ecuador  | Total         | 34    | 1     | 2                | 0                | 5                     | 1                     | 41    | 2     |       |
| 9 de Octubre F. C. · Ecuador    | 2021          | 9     | 0     | 0                | 0                | —                     | —                     | 9     | 0     |       |
| 9 de Octubre F. C. · Ecuador    | Total         | 9     | 0     | 0                | 0                | 0                     | 0                     | 9     | 0     |       |
| Olmedo · Ecuador                | 2022          | 33    | 5     | 2                | 2                | —                     | —                     | 35    | 7     |       |
| Olmedo · Ecuador                | Total         | 33    | 5     | 2                | 2                | 0                     | 0                     | 35    | 7     |       |
| El Nacional · Ecuador           | 2023          | 5     | 1     | 0                | 0                | 3                     | 0                     | 8     | 1     |       |
| El Nacional · Ecuador           | 2024          | 5     | 0     | 0                | 0                | 0                     | 0                     | 5     | 0     |       |
| El Nacional · Ecuador           | Total         | 30    | 3     | 0                | 0                | 3                     | 0                     | 33    | 3     |       |
| Total carrera                   | Total carrera | 272   | 24    | 4                | 2                | 10                    | 1                     | 286   | 27    |       |
| 1. 2.                           |               |       |       |                  |                  |                       |                       |       |       |       |

## Palmarés

### Campeonatos nacionales
| Título       | Club        | País    | Año  |
| ------------ | ----------- | ------- | ---- |
| Copa Ecuador | El Nacional | Ecuador | 2024 |